# Єлизавета Янушівна Заславська
Єлизавета Заславська (пом. 1618) — руська княжна, меценатка. 

## Життєпис
Походила з князівського роду Заславських гербу Баклай. Донька Януша Заславського, воєводи волинського, і Олександри Санґушківни. Виховувалася у православній вірі, з дитинства виявила любов до читання.
1601 року стала дружиною представника роду Гербутів. Низка дослідників вважають, що саме Єлизавета вплинула на чоловіка для участі в рокоші Миколая Зебжидовського, внаслідок чого Гербурт потрапив у полон в 1607 році. До звільнення чоловіка у 1609 році Єлизавета керувала подружними володіннями. Втім, напевне, її дії були не зовсім вдалими, оскільки утворилися значні борги. 1609 року сприяла фундації друкарні в Боневичах. Іван Гербурт і його дружина Єлизавета самі розробили пам'ятний знак для друкарні і книг, які вони друкували. Цей знак символізував єдність Острозької і Добромильської друкарень.
1613 року разом з чоловіком Яном Гербуртом надала грамоту в Перемишлі та наділили землями василіанський монастир Св. Онуфрія в Добромилі. У 1616 році стала удовою. Того ж року королівським універсалом було закрито Добромільську друкарню. Водночас судилася з братами Юрієм і Олександром щодо материнської спадщини.
Втім вже у 1617 році стала дружиною польського шляхтича Пшерембського, в якості посагу якому принесла Мостиське староство, яке мало боргу в 40 тис. злотих перед родом Фредро. В розпал протистояння з ними у 1618 році Єлизавета померла.

## Родина
1. Чоловік — Ян Щасний Гербурт
Діти:
- Ян Леон (бл. 1603 — бл. 1631)
- Александр, дружина Самуеля Конецпольського, старости грабовецького
- Катаржина

2. Чоловік — Максиміліан Пшерембський
дітей не було